# Dom na Wybrzeżu Kotielniczeskim
Dom na Wybrzeżu Kotielniczeskim (ros. жилой дом на Котельнической набережной, żyłoj dom na Kotielniczeskoj nabierieżnoj, dosł. dom mieszkalny na Wybrzeżu Kotielniczeskim) – budynek w Moskwie,ukończony jako pierwszy z siedmiu tamtejszych socrealistycznych wieżowców wzniesionych w latach pięćdziesiątych na polecenie Stalina.

## Opis
Wysokościowiec budowano w okresach od 1938 do 1940 oraz od września 1948 do 1952. Ma on 32 kondygnacje i 176 metrów wysokości. Obecnie jego większa część ma charakter mieszkalny (około 800 mieszkań), ale znajdują się w nim także kinoteatr Иллюзион (Iluzjon), restauracje, sklepy i inne obiekty użyteczności publicznej.
W gmachu na Wybrzeżu Kotielniczeskim mieszkania często zajmowały osoby związane z teatrem, kinem i estradą, rozpoznawalne w całym ZSRR, między innymi tancerka Galina Ułanowa (której mieszkanie stanowi jednocześnie muzeum), pisarz Wasilij Aksionow, poeta Andriej Wozniesienski, reżyser Jewgienij Jewtuszenko, śpiewaczka Ludmiła Zykina, aktorka Marina Ładynina.
Budynek był wielokrotnie wykorzystywany w filmach o Moskwie (między innymi w nagrodzonym Oskarem filmie Moskwa nie wierzy łzom z 1980). Pojawia się też w powieści Wasilija Aksionowa pt. Moskwa Kwa Kwa z 2006, jako miejsce zamieszkania głównej bohaterki.
20 sierpnia 2014 na pięciopromiennej gwieździe wieńczącej iglicę budynku nieznani sprawcy zatknęli flagę Ukrainy, a samą gwiazdę przemalowali na ukraińskie barwy narodowe. Do czynu przyznał się później ukraiński kaskader znany pod pseudonimem Grisza Mustang.